# Жан IV д’Омон
Жан IV Сварливый (фр. Jean IV Hutin; ок. 1381 — 25 октября 1415, под Азенкуром), сир д'Омон — французский аристократ.

## Биография
Сын Пьера II, сира д’Омона и  Жанны де Мелло.
Сир д’Омон, де Шар, де Шап, де Клери, де Мерю, и прочее. Рыцарь и королевский виночерпий, в возрасте двадцати лет был эмансипирован отцом и вступил в брак.
Большие владения, которые он имел в Бургундии, обусловили переход Жана во время гражданского конфликта на сторону герцога Жана Бесстрашного, в войсках которого он с девятью оруженосцами служил в 1412 году при осаде Буржа.
По словам отца Ансельма, сир д'Омон сослужил большую службу королям Карлу VI и Карлу VII (до правления которого не дожил) в их войнах с англичанами, и погиб в битве при Азенкуре.

## Семья
Жена (23.05.1401): Иоланда де Шатовиллен, вторая дочь и наследница Жана IV де Шатовиллена, сеньора де Тиля и де Мариньи, и Жанны де Грансе. Вторым браком вышла за Ги де Бара, сеньора де Прель и де Мюсси.
Дети:
- Ютен, упомянут в завещании своего деда в 1411 году
- Жак I (ум. в 1470-х), сеньор д’Омон. Катрин, дама д'Этрабон и де Ноле, старшая дочь Гийома IV, сеньора д'Этрабона и де Ноле, и Маргерит де Ружмон
- Гийом. Вместе со старшим братом вел войну против короля Рене Доброго и в 1448 году получил от Карла VII аболиционную грамоту. Позднее был признан недееспособным по причине психического заболевания и грамотой от 5 ноября 1461 отдан под опеку брата
- Бонна, упомянута в парламентских постановлениях 1436, 1446 и 1458 годов